# Centro histórico de Zacatecas
El centro histórico de Zacatecas se encuentra en el estado mexicano de Zacatecas. Está declarado por la UNESCO Patrimonio de la Humanidad desde el 11 de diciembre de 1993 como ciudad histórica. La ciudad diversos nombramientos. Forma parte del Camino Real de Tierra Adentro, que fue reconocido como Patrimonio de la Humanidad en 2010; por lo que la ciudad alberga un doble título ante la Unesco.

## Historia
Fundada en 1546 después de que descubrieron plata en la región, con la llegada de Juan de Tolosa. Poco tiempo después fue poblada por las plazas como el Jardín Juárez y la Plaza de Armas; mansiones como el palacio de la Mala Noche, e iglesias importantes como la Catedral y el Templo de Santo Domingo. La ciudad terminó siendo el foco de civilización y evangelización de la Nueva España. Zacatecas alcanzó la cima de su prosperidad en los siglos XVI y XVII. Construida sobre las empinadas laderas de un estrecho valle, la ciudad goza de vistas espectaculares y contiene muchos edificios antiguos, tanto religiosos como civiles.

## Sitios importantes del centro histórico de Zacatecas
Uno de los lugares ,más turísticos sería la plaza de armas que se encuentra junto con la catedral y el palacio de gobierno, la plaza de armas se utiliza para varios eventos y es un lugar que alberga turismo por sus antes mencionados lugares como el palacio de gobierno, que está hecho en un edificio que pertenecía al siglo XVII, fue construido en 1727, y su catedral, que es una de sus piezas arquitectónicas más maravillosas, el cual llama más la atención de los turistas, así como su elaboración de la fachada con cantera rosa, y sus decoros que es lo más llamativo estos pertenecientes del barroco novohispano mexicano, por la parte de adentro se caracteriza por ser más sencilla a diferencia de su fachada, la catedral cuenta con un estilo churrigueresco, fue creada por el papa Pio IX, quien le dio el título de catedral, su interior austero en el cual se destacan sus columnas de estilo dórico, sus altares laterales que son de un neoclásico. La catedral, fue construida entre 1730 y 1760, domina el centro de la ciudad. Se destaca por su diseño armonioso de las fachadas barrocas, donde los elementos decorativos europeos e indígenas se encuentran en ambos lados.
Otro de los sitios más importantes, es el Templo de Santo Domingo, el cual fue edificado por la orden de los Jesuitas por ahí del año 1746; más tarde en 1785 se convirtió en el segundo templo más importante de la ciudad de Zacatecas. es de estilo barroco y contiene distintos retablos, principalmente dedicados a la Virgen de Guadalupe.